# Teatro Municipal da Mooca Arthur Azevedo
O Teatro Arthur Azevedo (oficialmente Teatro Municipal da Mooca Arthur Azevedo) é um teatro localizado no bairro da Mooca, zona leste da cidade de São Paulo, Brasil. Projetado pelo arquiteto Roberto Tibau, o teatro foi inaugurado em 02 de agosto de 1952 e tombado pelo Conselho Municipal de Preservação do Patrimônio Histórico, Cultural e Ambiental da Cidade de São Paulo (CONPRESP) em 1992 por ser um representante significativo da arquitetura paulistana da década de 1950. Ele tem este nome por conta do poeta e dramaturgo maranhense Arthur Nabantino Gonçalves de Azevedo (1855-1908), que sucedeu a cadeira de Martins Penna na Academia Brasileira de Letras (ABL). No saguão de entrada há um painel pintado pelo artista plástico Renato Sottomayor, que era conhecido de Roberto Tibau e também realizou painéis como este, que tem influência do movimento cubista, para o arquiteto carioca Sérgio Bernardes. 
Este teatro é conhecido por sediar o Clube do Choro de São Paulo, embora também receba espetáculos de dança e peças de teatro. Localizado na Avenida Paes de Barros, nº 955, o local foi reinaugurado um dia após o aniversário de 259 anos da Mooca e por ele já passaram artistas consagrados como Cacilda Becker, Walmor Chagas, Procópio Ferreira, André Parisi Quinteto e o grupo Izaías e Seus Chorões.

## Significado histórico e cultural
O Teatro Arthur Azevedo foi construído numa época em que São Paulo era a cidade que mais crescia no mundo. Em 1950, São Paulo já apresentava sinais de verticalização e do adensamento de sua área central e era um importante pólo regional brasileiro que atraia cada vez mais pessoas pela oferta de empregos e pelo crescimento de sua indústria. É nesse contexto que surge o Convênio Escolar, um acordo firmado entre o Estado e o Município que tinha como finalidade a construção de projetos arquitetônicos públicos cujo destaque se dava tanto pelas suas características peculiares em meio à paisagem urbana quanto pela "participação de seus arquitetos seja no ensino da arquitetura, seja nos trabalhos em escritórios particulares ou com outros arquitetos em obras que são representativas de nossa arquitetura". 
Roberto Tibau fazia parte do 2º Convênio Escolar, equipe dirigida pelo arquiteto Hélio Duarte e composta por Eduardo Corona, Oswaldo Corrêa Gonçalves, Ernest Robert Carvalho Mange, além do próprio Roberto Tibau, que foi responsável por uma série de escolas construídas entre 1949 e 1953, período em que ele também fez o edifício que abriga o Teatro Arthur Azevedo.
Sua construção foi considerada inovadora porque ela reflete uma política cultural que não existia até então: ao invés de continuar concentrando atividades culturais nas áreas centrais da metrópole, o poder público optou por abrir este espaço de caráter notoriamente popular com o intuito premeditado de ampliar, a um preço módico e acessível, a oferta de serviços culturais para o público de operários e moradores da Mooca que não tinha acesso à cultura chamada erudita. A ideia é que o Teatro Arthur Azevedo fosse um espaço integrado à região onde ele foi construído, muito embora num primeiro momento o espaço tenha sofrido com a falta de audiência - em parte pelo descrédito dos moradores da região (que não assimilaram de imediato o valor cultural de uma casa de espetáculos), em parte pelas dificuldades de trânsito que também interferiram no acesso devido à falta de iluminação das ruas e à falta de asfalto para caminhar. Foi somente após um árduo trabalho de relações públicas com as associações religiosas do bairro que se desenvolveram grupos de teatro amador (principalmente das Igrejas de São Rafael e Bom Conselho) responsáveis por fazer com que o Teatro Arthur Azevedo se tornasse o teatro preferido para a apresentação de grupos amadores, bem como  a residência da temporada oficial dos Elencos Teatrais Independentes. 
Além de sua importância por estar entre os primeiros teatros construídos distantes da área central, ele também é um expoente da arquitetura modernista e faz parte de uma série de três edifícios teatrais projetados por Roberto Tibau (entre os quais estão o Teatro João Caetano e o Teatro Paulo Eiró), que concebeu esta obra inspirado no projeto do Centrosoyos, de Le Corbusier, embora a sua maior semelhança seja com o Palais des Soviétes, que também fica localizado em  Moscou.

### Tombamento
O pedido de tombamento foi encaminhado em 19 de junho de 1989 pelo Conselho Municipal de Preservação do Patrimônio Histórico, Cultural e Ambiental da Cidade de São Paulo (CONPRESP), que na ocasião também pediu o tombamento dos teatros Paulo Eiró e João Caetano. Junto com o pedido de tombamento foi arquivada uma cópia da pesquisa feita na divisão de iconografia e museus "A arquitetura nos teatros distritais da Prefeitura do Município de São Paulo", de autoria de Euler Sandeville Júnior, e a resolução nº 29/92 foi dada em 25 de novembro de 1992, quando a Secretaria Municipal de Cultura acatou o pedido e publicou uma nota a respeito no Diário Oficial.

## Arquitetura e reforma
Em 1976, o teatro teve que passar por uma reforma que consistia na correção de certos erros originais, de aumentos da área e cuidados de manutenção como a inclinação da plateia, suprimindo-se o fosso da orquestra e aumentando a capacidade de lotação do teatro.Também foram comprados novos equipamentos de palco e colocados refletores mais potentes, além de ser realizada uma restauração do seu painel pelo artista plástico Ícaro.
Ele chegou a ser fechado no final de 2011 por problemas de infiltrações, mas depois de obras de modernização, ampliação e reforma (e um investimento de R$ 7,8 milhões por parte da Secretaria Municipal de Cultura), o Teatro Arthur Azevedo foi reinaugurado em 18 de agosto de 2015 com a requalificação da caixa de palco e a instalação de recursos de cenotecnia para teatro e sistema de projeção, uma nova cabine de controle de som e luz, ar-condicionado, novas instalações elétricas e hidráulicas e novas poltronas na plateia. Em anexo, também foi construído um prédio anexo com cobertura impermeabilizada e sombreamento.
Situado num terreno de 3 mil metros quadrados, hoje o teatro tem capacidade para 349 pessoas (incluindo 16 especiais) e estacionamento com 26 vagas, sendo que 5 são exclusivas para deficientes físicos. A área do palco tem 90 metros quadrados, o espaço possui 5 camarins e a área reformada possui um total de 1454 metros quadrados. 

## Galeria

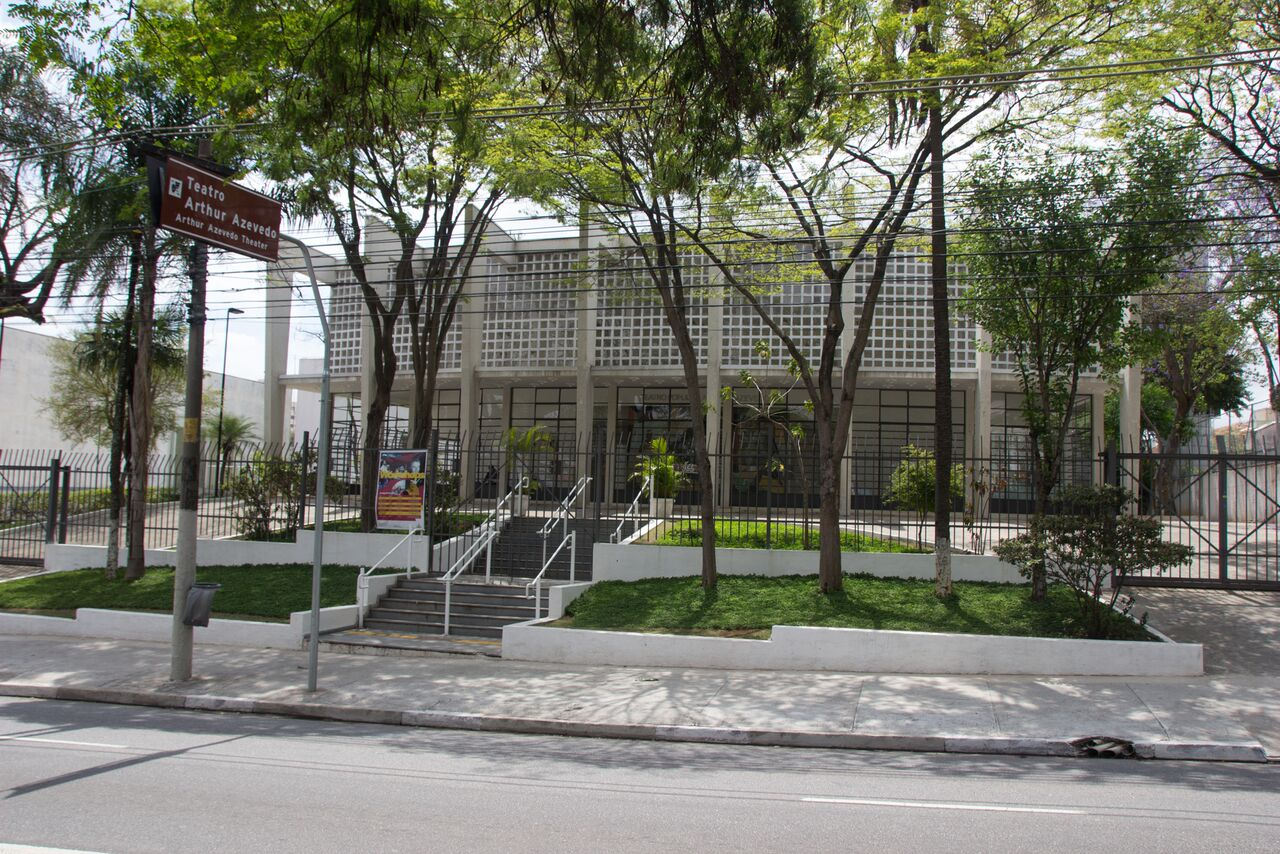
Fachada do Teatro Arthur Azevedo, na Mooca
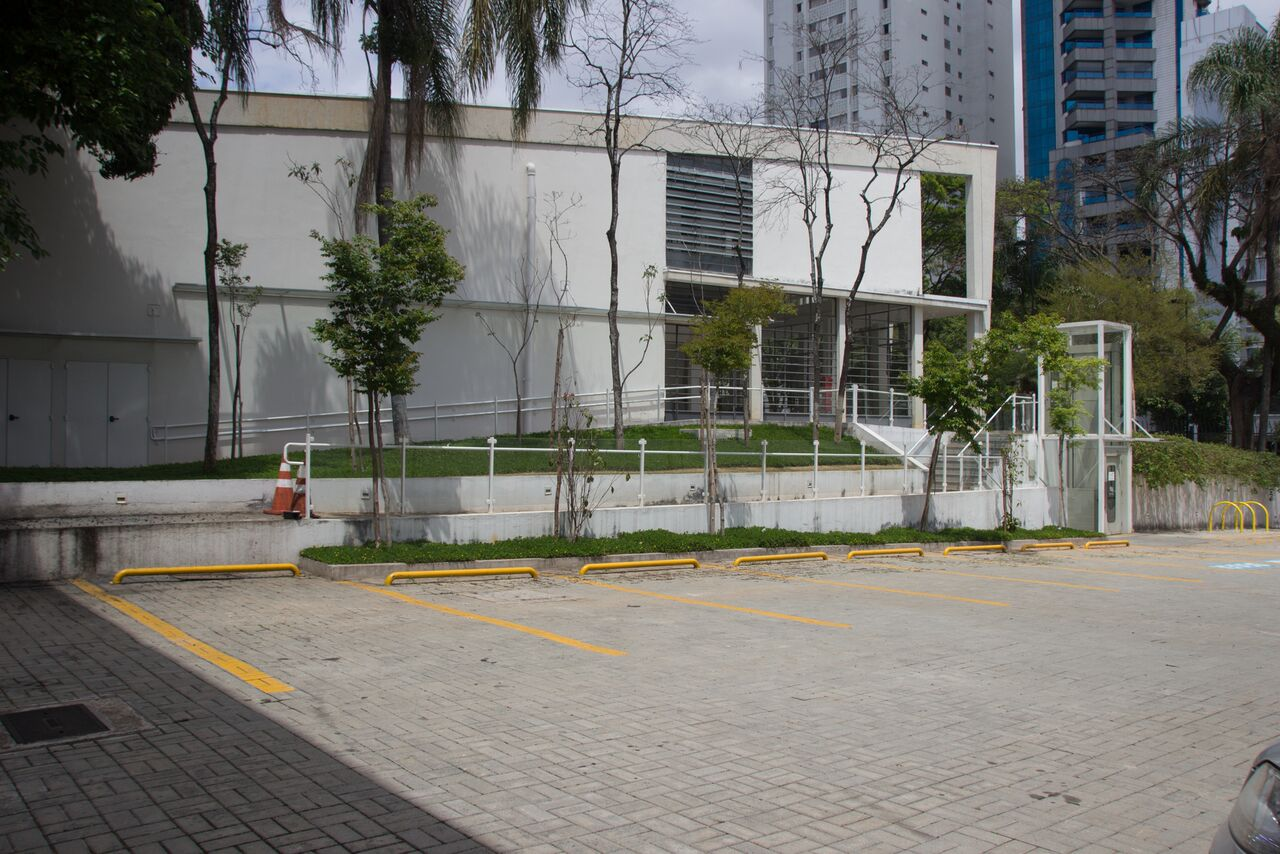
Teatro Arthur Azevedo visto de lado, do estacionamento
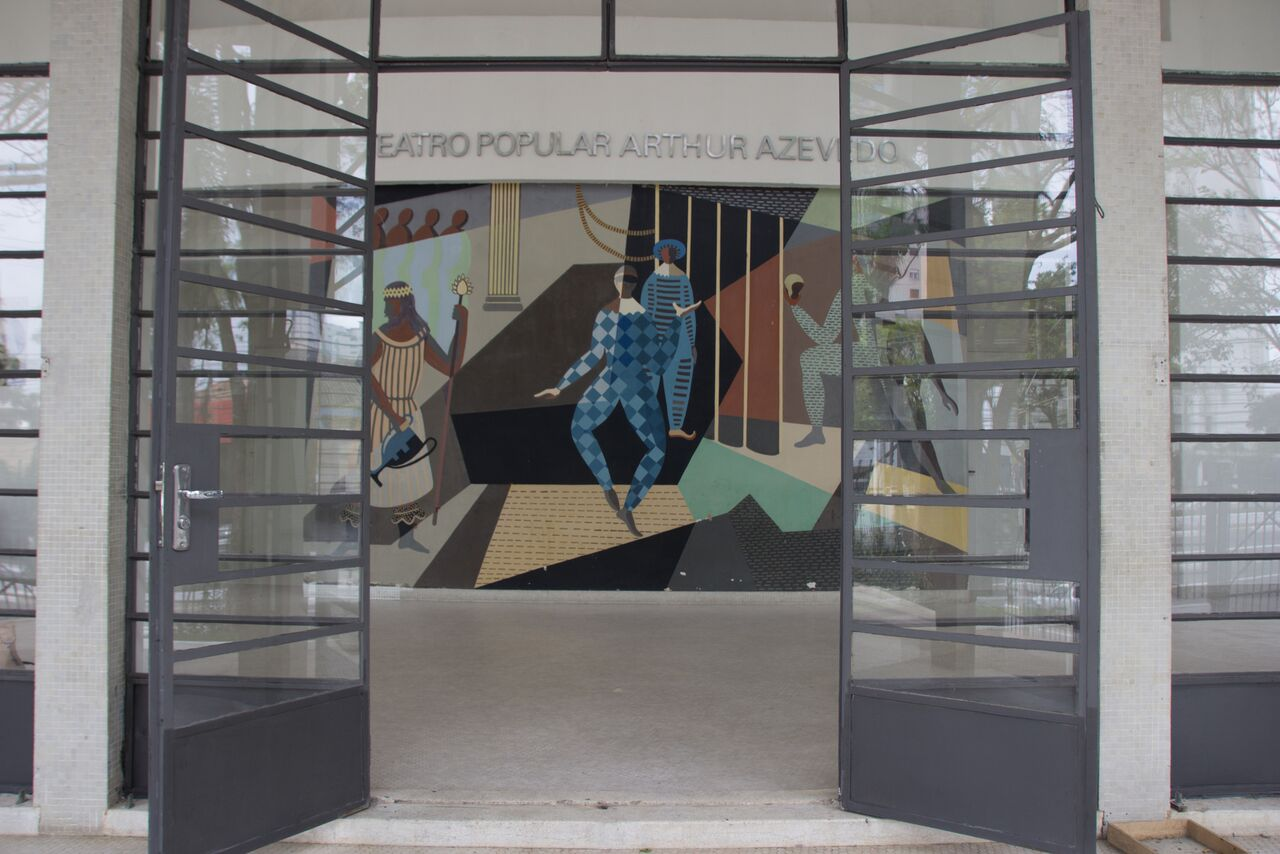
Porta de vidro na entrada do Teatro Arthur Azevedo. No fundo, afresco do artista plástico Renato Sottomayor
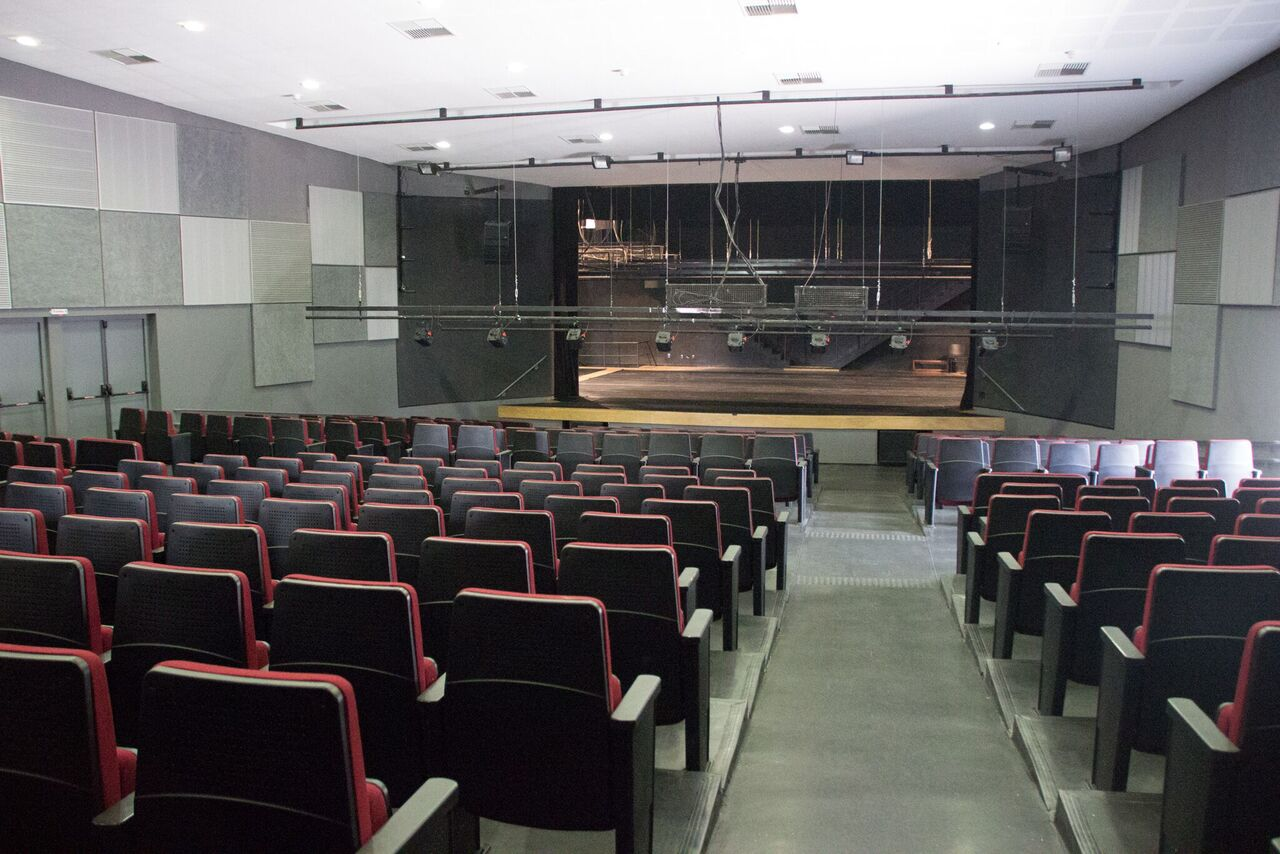
Vista da plateia para o palco do Teatro Arthur Azevedo, na Mooca
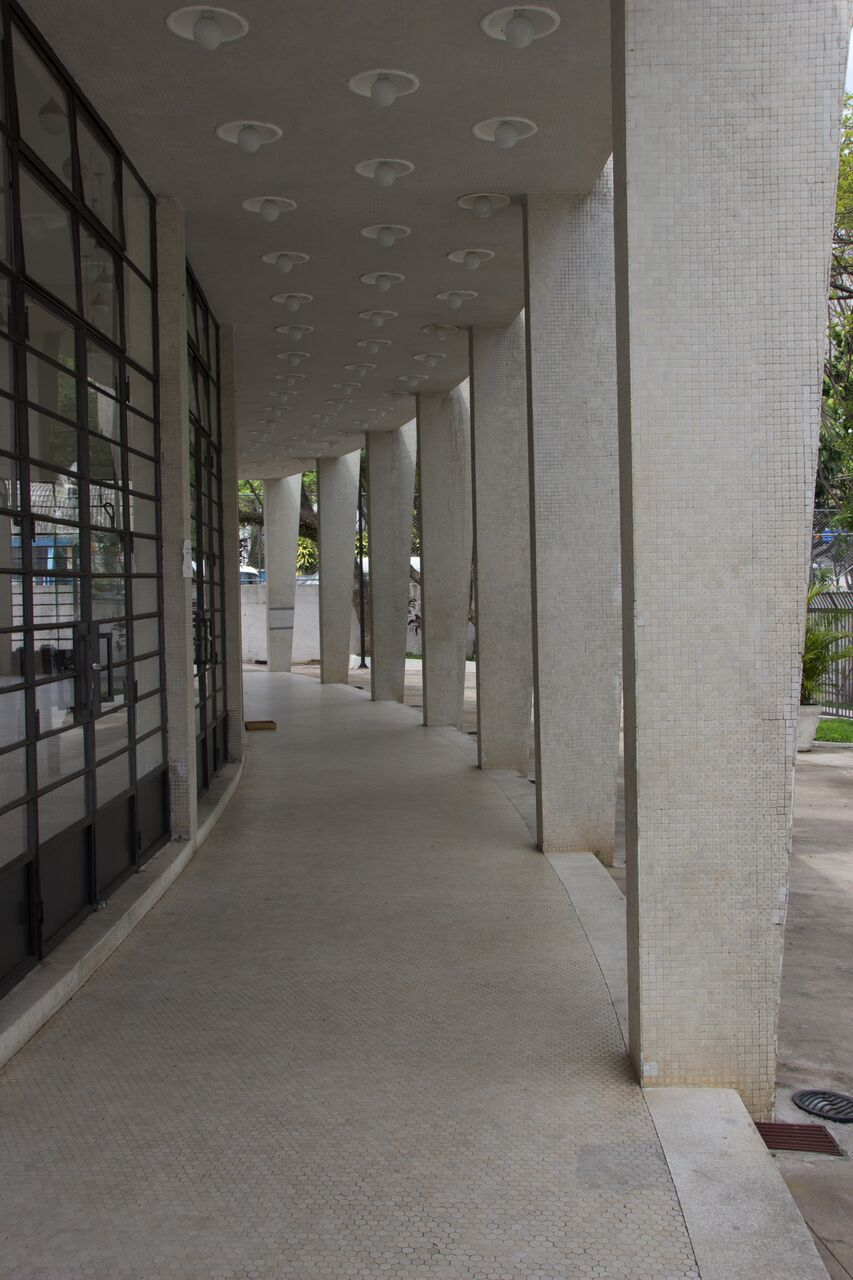
Colunas do Teatro Arthur Azevedo, de estilo modernista